# Bactrocera fuliginus
Bactrocera fuliginus
 es una especie de díptero que Drew y Albany Hancock describieron por primera vez en 1981. Bactrocera fuliginus pertenece al género Bactrocera de la familia Tephritidae. 